# Microrégion de Concórdia
La microrégion de Concórdia est l'une des cinq microrégions qui subdivisent la région Ouest de l'État de Santa Catarina au Brésil.
Elle comporte quinze municipalités qui regroupaient 141 981 habitants après le recensement de 2010 pour une superficie totale de 3 136 km².

## Municipalités
- Alto Bela Vista
- Arabutã
- Arvoredo
- Concórdia
- Ipira
- Ipumirim
- Irani
- Itá
- Lindoia do Sul
- Paial
- Peritiba
- Piratuba
- Presidente Castelo Branco
- Seara
- Xavantina